# حوت ذهبي
الحوت الذهبي (الاسم العلمي: †Chrysocetus) هو جنس من الثدييات المنقرضة يتبع فصيلة العظاءات الملكية من رتبة مزدوجات الأصابع.